# 卡比莉亞之夜
《卡比莉亞之夜》（義大利語：Le notti di Cabiria）是一部1957年的劇情片，由费德里柯·费里尼共同編劇和導演。朱列塔·玛西纳飾演住在羅馬的妓女卡比莉亞。演員陣容還有弗朗索瓦·佩里耶和阿梅代奥·纳扎里。這部電影是根據费里尼创作的故事改編的，费里尼與聯合編劇恩尼奧·弗拉亞諾、圖利奧·皮內利和皮埃尔·保罗·帕索里尼將其改編成劇本。
除了朱列塔·玛西纳獲得坎城影展最佳女主角獎外，《卡比莉亞之夜》還獲得了1957年奧斯卡最佳外語片獎。這是義大利和费里尼連續第二年榮獲奧斯卡金像獎，此前他曾憑藉玛西纳主演的《大路》獲獎。
2008年，該片被列入義大利文化遺產部「100部值得拯救的義大利電影」名單，名單收录了「1942年至1978年間改變了該國集體記憶的100部影片」。

## 剧情
妓女卡比莉亞（朱列塔·玛西纳饰）和情人乔治嬉戏追逐，穿过一片田野，来到一条河的岸边。卡比莉亞对乔治的犯罪意图视而不见，她站在靠近水边的地方，然后被推入河中，钱包和钱都被偷走了。一群旁观者迅速将她救起，避免了她溺水身亡。
卡比莉亚回到了自己的小家，但乔治却不见了。她很痛苦，当邻居好友万达试图帮她走出他的阴影时，卡比莉亚把她赶走了，并一直心怀不满。一天晚上，她在一家高档夜总会外目睹了著名影星阿尔贝托·拉扎里和他女友的争吵。恼羞成怒的拉扎里把追星的卡比莉亚带到了另一家夜总会，两人在那里跳起了曼波舞，之后又回到了拉扎里的家中，卡比莉亚被那里的奢华所震惊。两人在拉扎里的卧室里共度亲密时刻，但很快就被拉扎里前女友闯入打断。卡比莉亚得知要在浴室里过夜，结果她透过浴室门上的钥匙孔看到了拉扎里和女友和好的画面。
第二天，一支教堂游行队伍经过卡比莉亚和朋友们出没的街道。她的伙伴们嘲笑着教会，卡比莉亚却被游行队伍吸引了。就在她准备加入游行队伍时，一个开着卡车的男人停了下来，让她搭车回家。当晚她回家时，看到一个男人正在给住在她家附近山洞里的穷人分发食物。她以前从未见过这个人，但他对他人的施舍让她既感动又困惑。
第二天，卡比莉亚和几个朋友去教堂参加弥撒，在弥撒上她恳求圣母马利亚让她过上更好的生活。游行结束后，卡比莉亚对朋友们的生活似乎没有任何改变表示悲伤。
卡比莉亚去看魔术表演，魔术师把她拉上台催眠。在观众的笑声中，她表现了自己想要结婚并过上幸福生活的愿望。由于被观众利用来取乐，她恼羞成怒，愤然离去。剧院外，一个名叫奥斯卡的男人正等着和她交谈。他也在观众席上，他说他同意她的观点，认为大家都笑是不对的，但他相信是命运让他们走到了一起。他们一起去喝酒，起初她小心翼翼，疑神疑鬼，但几次见面后，她就深深地爱上了他。卡比莉亚非常高兴，她卖掉了自己的房子，从银行取出了所有的钱。她在餐厅向奥斯卡展示这笔钱，奥斯卡建议她把钱放在钱包里。然而，在湖边悬崖上的林中漫步时，奥斯卡变得疏远并开始紧张。卡比莉亚意识到，奥斯卡就像她之前的情人一样，打算把她推下悬崖，偷走她的钱。她把钱包扔到他脚下，在地上抽搐着乞求他杀了她。他拿着钱抛弃了她。
后来，她哭着爬起来，跌跌撞撞地走出树林。在影片的最后一个镜头中，卡比莉亚走在回城的漫漫长路上，一群年轻人骑着摩托车、演奏着音乐、跳着舞蹈。他们兴高采烈地围着她即兴游行，直到她开始微笑，一滴黑色的眼泪从她脸上滑落。